# Antoine-Vincent Arnault
Antoine-Vincent Arnault (1. ledna 1766 Paříž – 16. září 1834 Goderville, Seine-Maritime) byl francouzský dramatik, básník a politik.

## Život a dílo
Narodil se v Paříži. Již svou první divadelní hrou, Marius à Minturne (1791), si získal reputaci a hned rok později napsal druhou republikánskou tragédii, Lucrèce.
Po vypuknutí jakobínského teroru opustil Francii. Po svém návratu z Anglie byl zatčen revolučními orgány, ale když za něj intervenoval Fabre d'Églantine, jeden z politiků Velké francouzské revoluce, byl propuštěn. V roce 1797 jej Napoleon Bonaparte pověřil administrativní organizací Jónských ostrovů. Jako člen Commission des sciences et des arts se zúčastnil Napoleonovy egyptské expedice a v září 1799 byl jmenován členem Institutu de France. Arnault patřil k Napoleonovým přívržencům i po jeho pádu a během jeho exilu na Elbě.
Jeho nejstarší syn, Emilien Lucien (1787–1863) rovněž vytvořil několik dramat.